# Obróbka mechaniczna
Obróbka mechaniczna - ogólna nazwa obróbki, przy której następuje zmiana wymiarów zewnętrznych obrabianego elementu lub materiału poprzez oddzielanie fragmentów lub wywieranie nacisku mechanicznego.
Obróbka mechaniczna jest często przeprowadzana w połączeniu z innymi rodzajami obróbki, np. podwyższoną temperaturą (obróbka termiczna) lub w obecności czynników chemicznych (obróbka chemiczna).
Istnieją następujące rodzaje obróbki mechanicznej:
- cięcie - rozdzielanie elementu na części
- gięcie - zmiana kształtu elementu
- skrawanie - usuwanie zbędnych fragmentów
- tłoczenie - zmiana kształtu
- walcowanie i prasowanie - zmiana grubości i gęstości materiału
- cięcie plazmowe
- frezowanie
- szlifowanie
- toczenie
- kucie
- obróbka powierzchniowa
- hartowanie i ulepszanie cieplne
- piaskowanie